# Дубровинська сільська рада (Цілинний район)
Дубро́винська сільська рада (рос. Дубровинский сельский совет) — сільське поселення у складі Цілинного району Курганської області Росії.
Адміністративний центр — село Велике Дубровне.
Населення сільського поселення становить 282 особи (2017; 333 у 2010, 378 у 2002).

## Склад
До складу сільського поселення входять:
| Населений пункт         | Населення, осіб (2002) | Населення, осіб (2010) |
| ----------------------- | ---------------------- | ---------------------- |
| Велике Дубровне, село   | 345                    | 333                    |
| Мале Дубровне, присілок | 33                     | -                      |